# Осада Севильи
Осада Севильи (июль 1247 — ноябрь 1248 года) — успешное 16-месячное военное предприятие короля Фердинанда III Кастильского во время Реконкисты. Хотя, возможно, её геополитическое значение затмило быстрое взятие Кордовы в 1236 году, которое потрясло мусульманский мир, осада Севильи, тем не менее, была самой сложной военной операцией, предпринятой Фернандо III. Это также последняя крупная операция Ранней Реконкисты. Операция также ознаменовала появление местных военно-морских сил Кастилии-Леона, имеющих военное значение. В результате Рамон де Бонифас был первым адмиралом Кастилии, хотя никогда не имел официального титула такого рода.
В 1246 году, после завоевания Хаэна, Севилья и Гранада были единственными крупными городами на Пиренейском полуострове, которые не согласились с христианским сюзеренитетом. Из этих двух Гранада оставалась полунезависимой до 1492 года.
Летом 1247 года кастильские войска изолировали город с севера и востока. Это проложило путь к осаде, которая началась, когда Рамон де Бонифас отплыл с тринадцатью галерами в сопровождении нескольких меньших кораблей вверх по Гвадалквивиру и рассеял около сорока меньших судов, пытавшимся противостоять ему. 3 мая кастильский флот разрушил понтонный мост, соединяющий Севилью и Триану.
Святой Альберт Великий писал, что мавританские защитники использовали во время осады артиллерию, заряженную камнями, но это не совсем точно описывает тип огнестрельного оружия.
Из-за голода город капитулировал 23 ноября 1248 года. В условиях указывалось, что кастильским войскам будет разрешено войти в Алькасар не позднее, чем через месяц. Фердинанд III триумфально вошел в город 22 декабря 1248 года. Мусульманские хроники сообщают, что около 300 000 жителей покинули город. О’Каллаган считает это число преувеличенным.